# Holoplatys embolica
Holoplatys embolica là một loài nhện trong họ Salticidae. Loài này được phát hiện ở Queensland.